# Krkla
Krkla (maced. Кркља) – wieś w północno-wschodniej Macedonii Północnej, w gminie Kriwa Pałanka.
Osada liczy ok. 300 mieszkańców.